# La pequeña edad de hielo
«La pequeña edad de hielo» es una canción interpretada por el grupo español Fangoria, incluida en su sexto álbum de estudio, Absolutamente (2009). Fue escrita conjuntamente por Alaska, Nacho Canut y Jaume García Ferrer, mientras que Neal X y Tony James, miembros de Sigue Sigue Sputnik, la produjeron. La canción engloba los géneros dance-rock, rock electrónico y glam rock. La letra describe una relación emocionalmente fría y distante, utilizando metáforas para expresar la desconexión y el vacío entre las personas involucradas. Las discográficas Warner Music Spain y DRO la publicaron como segundo sencillo de Absolutamente el 2 de junio de 2009.
Comercialmente, «La pequeña edad de hielo» tuvo un desempeño modesto, ingresando en el puesto 49 de la lista de sencillos más vendidos de España.
El vídeo musical del tema se inspira en la película Viaje a ninguna parte de Fernando Fernán Gómez, mostrando a un grupo de artistas viajando de pueblo en pueblo. Como parte de la promoción, Fangoria interpretó «La pequeña edad de hielo» en los programas de televisión No disparen al pianista, A solas y Noche sensacional, así como en la gira Absolutamente y en el Festival Internacional de Benicassim 2009.

## Composición
«La pequeña edad de hielo» fue compuesta por Alaska, Nacho Canut y Jaume García Ferrer, mientras que Neal X y Tony James, miembros de Sigue Sigue Sputnik la produjeron. Fue grabada en los Dean Street Studios de Londres.

## Recepción
«La pequeña edad de hielo» fue bien recibida por la mayoría de críticos musicales. Raul Guillén, de Jenesaispop, calificó la canción positivamente, afirmando que era «sin duda la mejor canción» y destacando el buen trabajo vocal.

## Vídeo musical
El vídeo musical de «La pequeña edad de hielo» fue grabado en Campillo de Ranas, Guadalajara, en abril de 2009, por la productora Denkenpro Art Buying & Production. Está inspirado en la película El viaje a ninguna parte (1986), dirigida por Fernando Fernán Gómez. Al igual que en el filme, el vídeo presenta una narrativa centrada en un grupo de artistas que recorre diversos pueblos. Mantiene la estética en blanco y negro empleada en el sencillo anterior de Fangoria. En el desarrollo visual, se muestra al dúo viajando en una camioneta, seguido de escenas donde Alaska interpreta la canción frente a un fondo iluminado con el nombre del grupo. En el videoclip aparecen Alaska, Nacho Canut, Topacio Fresh, Andy Lamoure y uno de los gemelos bailarines.